# Eulimidae

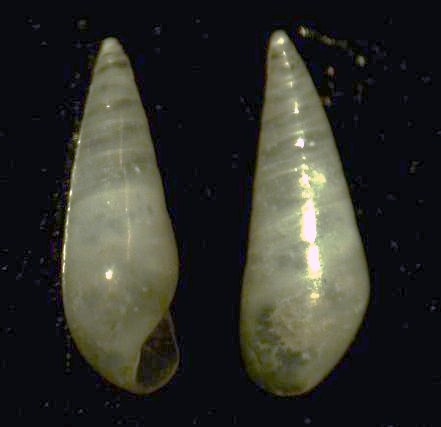
Eulima algoensis

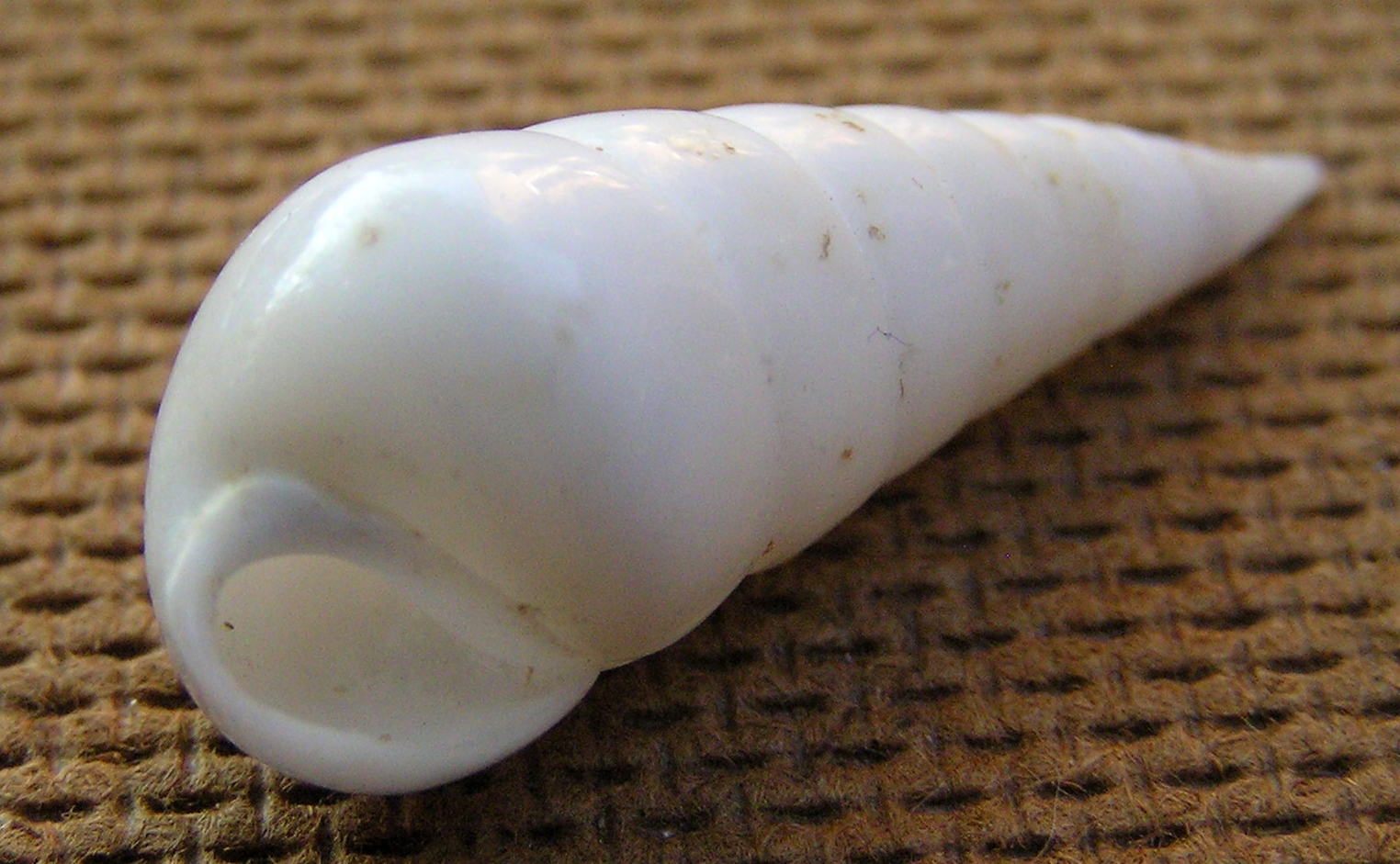
Melanella martinii

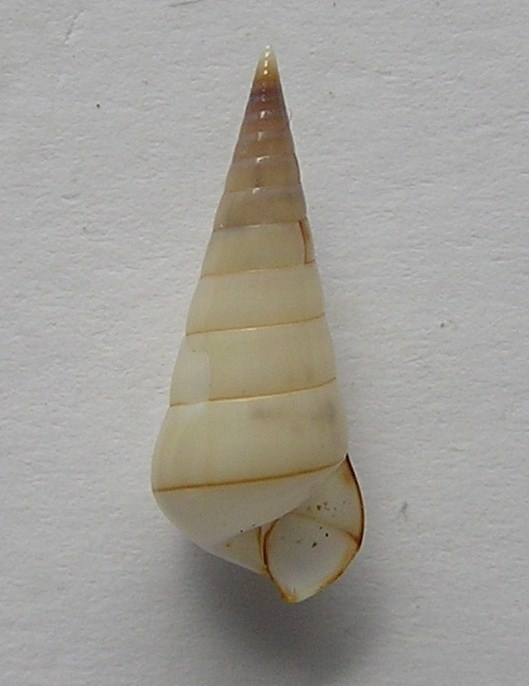
Niso hizenensis

Eulimidae é uma família de pequenos búzios parasíticos da superfamília Eulimoidea. O grupo é integralmente marinho, com distribuição natural cosmopolita.

## Descrição
Estes pequenos gastrópodes parasitas vivem sobre o corpo de equinodermes, nalguns casos penetrando para o interior do corpo do hospedeiro. Os grupos hospedeiros são maioritariamente pepinos-do-mar (Holothuroidea), ouriço-do-mar (Echinoidea) e estrelas-do-mar (Asteroidea). Todas as espécies descritas são desprovidas de rádula, na maior parte dos casos apresentando uma probóscide que estendem para o interior da cavidade corporal do hospedeiro quando se alimentam.

## Géneros
Na sua presente circunscrição taxonómica a família Eulimidae inclui os seguintes géneros:
- Acrochalix Bouchet & Warén, 1986
- Amamibalcis Kuroda & Habe, 1950
- Annulobalcis Habe, 1965
- Apicalia A. Adams, 1862
- Arcuella G. Nevill & H. Nevill, 1874
- Asterolamia Warén, 1980
- Asterophila Randall & Heath, 1912
- Auriculigerina Dautzenberg, 1925
- Bacula H. Adams & A. Adams, 1863
- Batheulima F. Nordsieck, 1968
- Bathycrinicola Bouchet & Warén, 1986
- Bonellia Deshayes, 1838
- Bulimeulima Bouchet & Warén, 1986
- Campylorhaphion Bouchet & Warén, 1986
- Chileutomia Tate & Cossman, 1898
- Clypeastericola Warén, 1994
- Concavibalcis Warén, 1980
- Costaclis Bartsch, 1947
- Crinolamia Bouchet & Warén, 1979
- Crinophtheiros Bouchet & Warén, 1986
- Curveulima Laseron, 1955
- Cythnia Carpenter, 1864
- Diacolax Mandahl-Barth, 1946
- Echineulima Lützen & Nielsen, 1975
- Echiuroidicola Warén, 1980
- Enteroxenos Bonnevie, 1902
- Entocolax Voigt, 1888
- Entoconcha J. Muller, 1852
- Ersilia Monterosato, 1872
- Eulima Risso, 1826
- Eulimetta Warén, 1992
- Eulimostraca Bartsch, 1917
- Eulitoma Laseron, 1955
- Fuscapex Warén, 1981
- Fusceulima Laseron, 1955
- Gasterosiphon Koehler & Vaney, 1905
- Goodingia Lützen, 1972
- Goriella Moolenbeek, 2008
- Goubinia Dautzenberg, 1923
- Haliella Monterosato, 1878
- Halielloides Bouchet & Warén, 1986
- Hebeulima Laseron, 1955
- Hemiaclis G. O. Sars, 1878
- Hemiliostraca Pilsbry, 1917
- Hoenselaaria Moolenbeek, 2009
- Hoplopteron P. Fischer, 1876
- Hoplopteropsis de Morgan, 1916
- Hypermastus Pilsbry, 1899
- Megadenus Rosén, 1910
- Melanella Bowdich, 1822
- Menon Hedley, 1900
- MicroeulimaWaren, 1992
- Molpadicola Grusov, 1957
- Monogamus Lützen, 1976
- Mucronalia A. Adams, 1860
- Mucronella Ivanov, 1973 (probably a misspelling of Mucronalia)
- Nanobalcis Waren & Mifsud, 1990
- Niso Risso, 1826
- Oceanida de Folin, 1870
- Ophieulima Warén & Sibuet, 1981
- Ophioarachnicola Warén, 1980
- Ophiolamia Warén & Carney, 1981
- Paedophoropus Ivanov, 1933
- Palisadia Laseron, 1956
- Paramegadenus Humphreys & Lützen, 1972
- Parastilbe Cossman, 1900
- Parvioris Warén, 1981
- Peasistilifer Warén, 1980
- Pelseneeria Koehler & Vaney, 1908
- Pictobalcis Laseron, 1955
- Pisolamia Bouchet & Lützen, 1976
- Polygireulima Sacco, 1892
- Prostilifer Warén, 1980
- Pseudomucronalia
- Pseudosabinella McLean, 1995
- Pulicicochlea Ponder & Gooding, 1978
- Punctifera Warén, 1981
- Pyramidelloides Nevill 1884
- Rectilabrum Bouchet & Warén, 1986
- Robillardia E.A. Smith, 1889
- Sabinella Monterosato, 1890
- Scalaribalcis Warén, 1980
- Scalenostoma Deshayes, 1863
- Selma A. Adams, 1863
- Sticteulima Laseron, 1955
- Stilapex Iredale, 1925
- Stilifer Broderip [in Broderip & Sowerby], 1832
- Subniso McLean, 2000
- Thaleia Waren, 1979
- Thyca H. Adams & A. Adams, 1854
- Thyonicola Mandahl-Barth, 1941
- Trochostilifer Warén, 1980
- Tropiometricola Warén, 1981
- Turveria Berry, 1956
- Umbilibalcis Bouchet & Waren, 1986
- Vitreobalcis Warén, 1980
- Vitreolina Monterosato, 1884

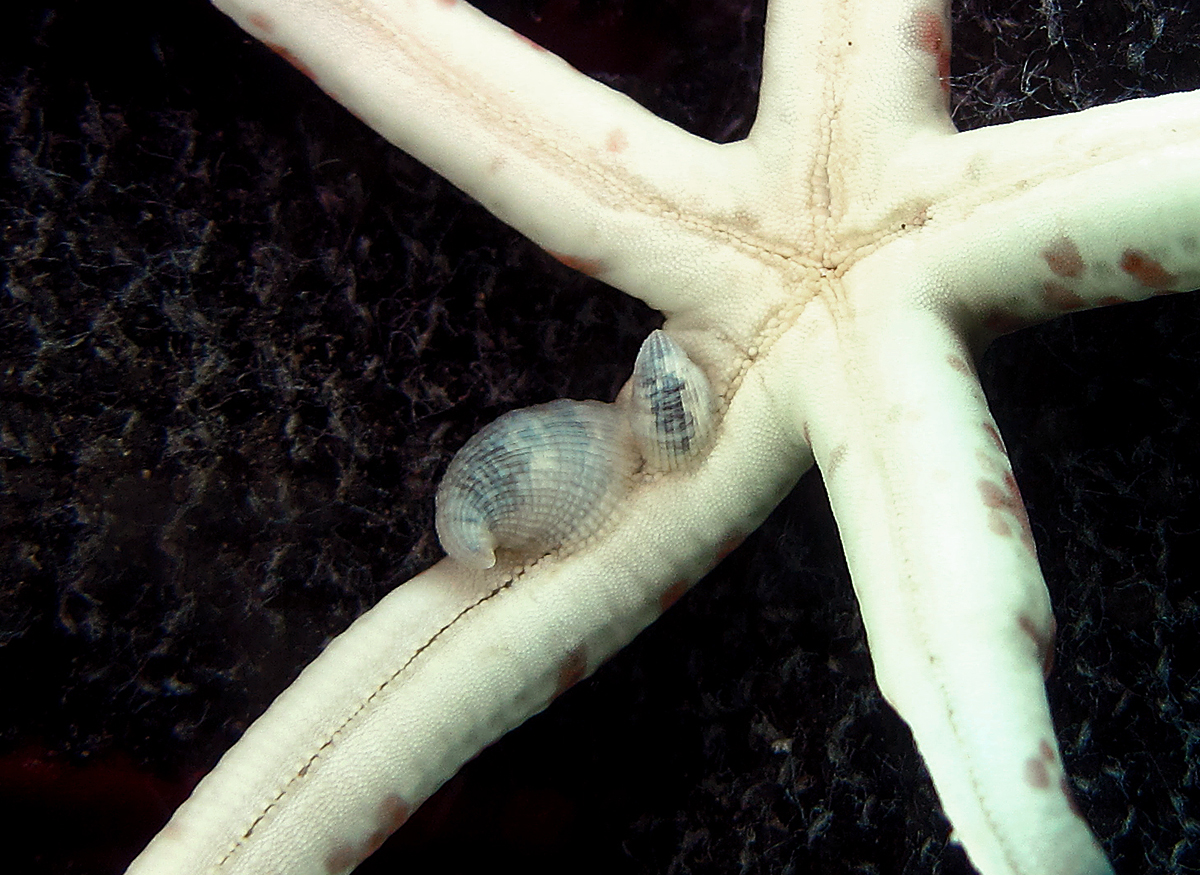
Thyca ectoconcha parasitando uma estrela-do-mar da espécie Linckia multifora.
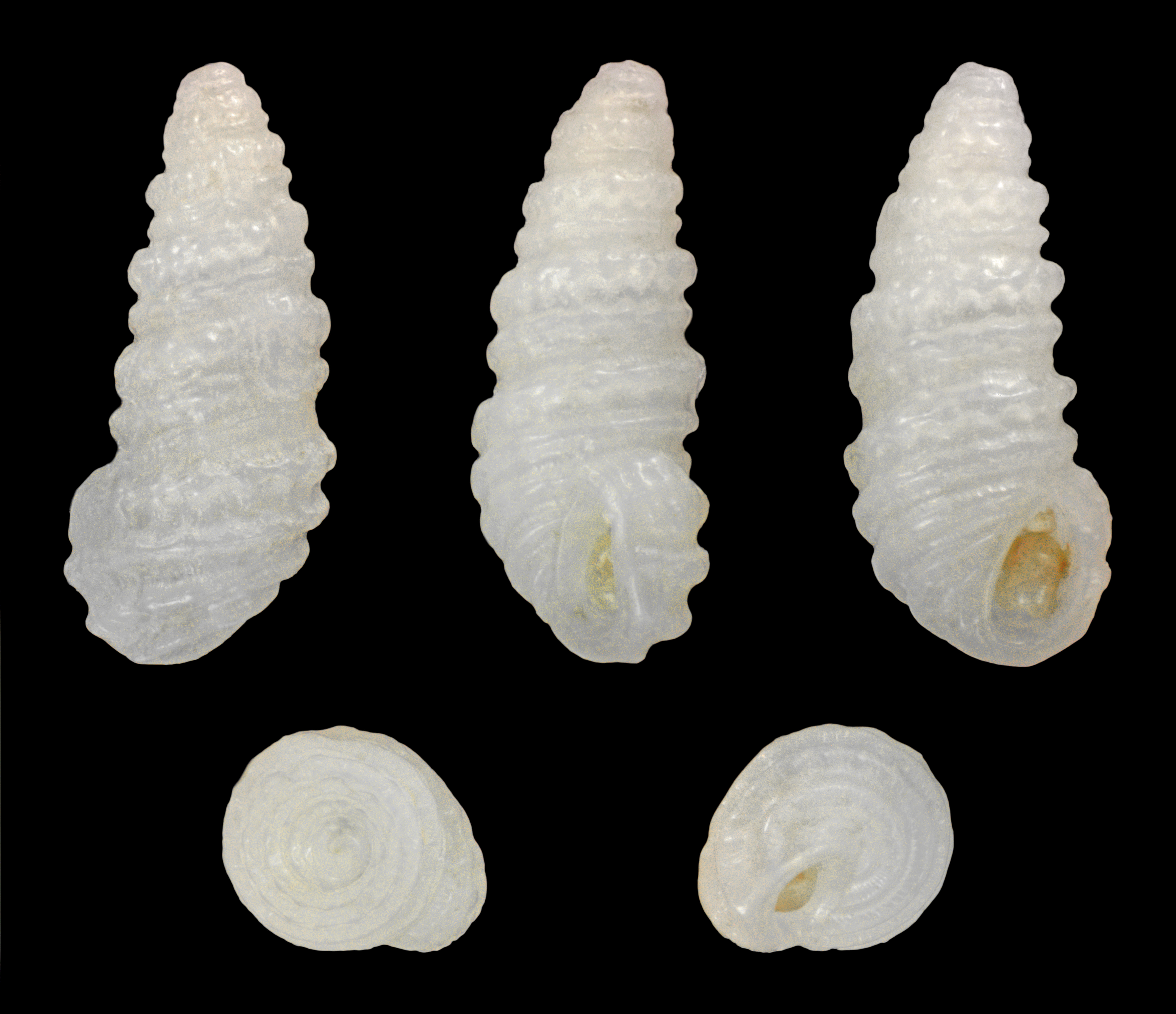
Pyramidelloides mirandus
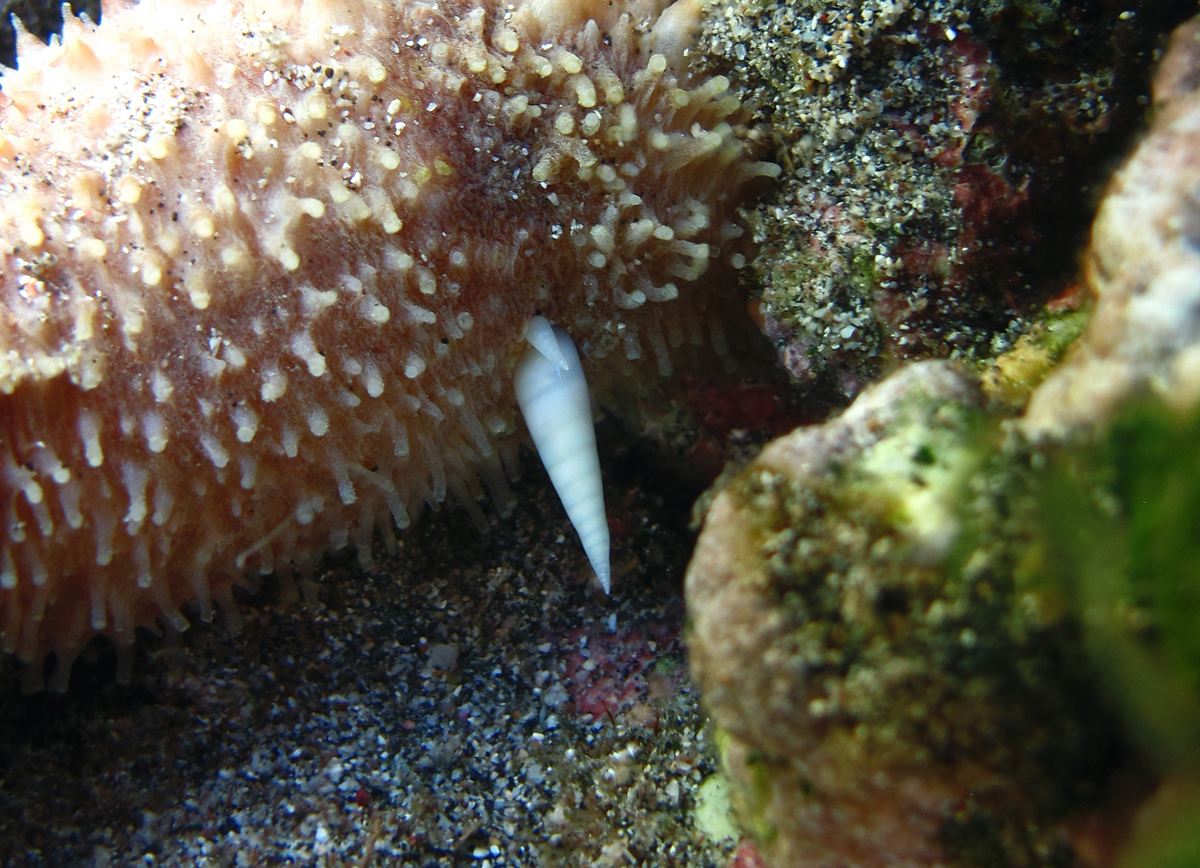
Membros da família Eulimidae sobre um juvenil de Holothuria verrucosa.

Géneros considerados sinónimos taxonómicos
- Acicularia Monterosato, 1884: sinónimo de Polygireulima Sacco, 1892
- Athleenia Bartsch, 1946: sinónimo de Oceanida de Folin, 1870
- Balcis Leach, 1847: sinónimo de Melanella Bowdich, 1822
- Bessomia Berry, 1959: sinónimo de Thyca H. Adams & A. Adams, 1854
- Chryseulima Laseron, 1955: sinónimo de Apicalia A. Adams, 1862
- Comenteroxenos Tikasingh, 1961: sinónimo de Enteroxenos Bonnevie, 1902
- Cuspeulima Laseron, 1955: sinónimo de Eulima Risso, 1826
- Entosiphon Koehler & Vaney, 1903: sinónimo de Gasterosiphon Koehler & Vaney, 1905
- Eulimaustra Laseron, 1955: sinónimo de Melanella Bowdich, 1822
- Eulimitra Laseron, 1955: sinónimo de Hemiliostraca Pilsbry, 1917
- Eulimoda Laseron, 1955: sinónimo de Sabinella Monterosato, 1890
- Granulithyca Habe, 1976: sinónimo de Thyca H. Adams & A. Adams, 1854
- Halliella Monterosato, 1878: sinónimo de Haliella Monterosato, 1878
- Helicosyrinx Baur, 1864: sinónimo de Entoconcha J. Müller, 1852
- Hersilia Monterosato, 1884: sinónimo de Ersilia Monterosato, 1872
- Hyperlia Pilsbry, 1918: sinónimo de Scalenostoma Deshayes, 1863
- Kiramodulus Kuroda, 1949: sinónimo de Thyca H. Adams & A. Adams, 1854
- Lambertia Souverbie, 1869: sinónimo de Stilapex Iredale, 1925
- Leiostraca H. Adams & A. Adams, 1853: synonym of Eulima Risso, 1826
- Lentigobalcis Habe, 1961: sinónimo de Sticteulima Laseron, 1955
- Luetzenia Rehder, 1980: sinónimo de Robillardia E.A. Smith, 1889
- Luetzenia Warén, 1980: sinónimo de Echineulima Lützen & Nielsen, 1975
- Neovolusia Emerson, 1965: sinónimo de Niso Risso, 1826
- Paedophorus Ivanov, 1933: sinónimo de Paedophoropus Ivanov, 1933
- Parastilifer A.V. Ivanov, 1952: sinónimo de Pelseneeria Koehler & Vaney, 1908
- Parenteroxenos A.V. Ivanov, 1945: sinónimo de Thyonicola Mandahl-Barth, 1941
- Rosenia Nierstrasz, 1913: sinónimo de Pelseneeria Koehler & Vaney, 1908
- Spiroclimax Mörch, 1875: sinónimo de Oceanida de Folin, 1870
- Stilimella Laseron, 1955: sinónimo de Scalenostoma Deshayes, 1863
- Strombiformis Da Costa, 1778: sinónimo de Eulima Risso, 1826
- Stylapex: synonym of Stilapex Iredale, 1925
- Stylifer Cossmann, 1921: sinónimo de Stilifer Broderip [in Broderip & Sowerby I], 1832
- Stylina Fleming, 1828: sinónimo de Pelseneeria Koehler & Vaney, 1908
- Subeulima Souverbie, 1875: sinónimo de Bacula H. Adams & A. Adams, 1863
- Subularia Monterosato, 1884: sinónimo de Eulima Risso, 1826
- Teretianax Iredale, 1918: sinónimo de Pyramidelloides G. Nevill, 1885
- Teretinax: sinónimo de Pyramidelloides G. Nevill, 1885
- Subfamily Thycinae: v Eulimidae
- Turtonia Rosén, 1910: sinónimo de Pelseneeria Koehler & Vaney, 1908
- Venustilifer Powell, 1939: sinónimo de Pelseneeria Koehler & Vaney, 1908
- Volusia A. Adams, 1851: sinónimo de Niso Risso, 1826